# Adam Kaňák
Adam Kaňák (* 21. září 1997 Vsetín) je český herec.
V roce 2023 absolvoval brněnskou JAMU, konkrétně Ateliér muzikálového herectví Petra Štěpána. Od té doby je na volné noze. Ve volném čase se věnuje šermu a hraje na kytaru. 

## Role v Městském divadle Brno
- Vojtěch – Devět křížů
- Hippie, Manekýn 6., Číšník/Tanečník 5., Prodavač 4., Bohatý člověk 5., Návštěvník opery 5. – Pretty Woman
- Gomez Addams (Předkové Addamsovi) – The Addams Family
- Muži 3 – BASTARD
- Muži v Eastwicku - swing – Čarodějky z Eastwicku